# 栋古纳卜湾
栋古纳卜湾（亦称敦戈奈卜湾；阿拉伯语：‎ / Ḫalīj Dūnjūnāb）是苏丹东海岸红海的一处海湾。

## 地理
敦戈奈卜湾位于苏丹港以北130km处，向南面开口。其中心区域拉瓦亚潟湖被珊瑚礁环绕。敦戈奈卜湾于2009年起成为拉姆萨尔湿地；2016年，敦戈奈卜湾与姆卡瓦岛共同组成的敦戈奈卜海湾－姆卡瓦岛国家海洋公园及桑加奈卜礁所在的桑加奈卜国家海洋公园被列入世界遺產名录。